# Viktor Fischer (zapaśnik)
Viktor Fischer (ur. 9 października 1892 w Grazu, zm. w 1977 tamże) – austriacki zapaśnik walczący w stylu klasycznym. Dwukrotny olimpijczyk. Zajął piąte miejsce w Paryżu 1924 i szesnaste w Sztokholmie 1912. Walczył w wadze lekkiej i średniej.
Mistrz świata w 1920 i czwarty  w 1913. Zdobył brązowy medal mistrzostw Europy w 1912 i 1913 roku.

## Letnie Igrzyska Olimpijskie 1912
| Konkurencja            | Rundy eliminacyjne           | Rundy eliminacyjne     | Rundy eliminacyjne      | Rundy eliminacyjne       | Klas. końcowa |
| Konkurencja            | Przeciwnik I                 | Przeciwnik II          | Przeciwnik III          | Przeciwnik IV            | Miejsce       |
| ---------------------- | ---------------------------- | ---------------------- | ----------------------- | ------------------------ | ------------- |
| 67,5 kg styl klasyczny | Thorbjørn Frydenlund (NOR) Z | Armas Laitinen (FIN) P | Frederik Hansen (DEN) Z | Gustaf Malmström (SWE) P | 16.           |

## Letnie Igrzyska Olimpijskie 1924
| Konkurencja          | Rundy eliminacyjne        | Rundy eliminacyjne     | Rundy eliminacyjne   | Rundy eliminacyjne     | Rundy eliminacyjne      | Rundy eliminacyjne      | Klas. końcowa |
| Konkurencja          | Przeciwnik I              | Przeciwnik II          | Przeciwnik III       | Przeciwnik IV          | Przeciwnik V            | Przeciwnik VI           | Miejsce       |
| -------------------- | ------------------------- | ---------------------- | -------------------- | ---------------------- | ----------------------- | ----------------------- | ------------- |
| 75 kg styl klasyczny | Giuseppe Gorletti (ITA) Z | Amadeo Gorgano (ITA) Z | Sándor Kónyi (HUN) Z | Oldřich Pštros (TCH) Z | Arthur Lindfors (FIN) P | Roman Steinberg (EST) P | 5.            |